# Selenophorus chalybaeus
Selenophorus chalybaeus är en skalbaggsart som beskrevs av Pierre François Marie Auguste Dejean. Selenophorus chalybaeus ingår i släktet Selenophorus och familjen jordlöpare. Inga underarter finns listade i Catalogue of Life.